# Morti nel 1997/Ottobre
| Questa pagina contiene informazioni ricavate automaticamente dalle voci biografiche con l'ausilio del template Bio e di un bot. L'aggiornamento è periodico e automatico e ricostruisce completamente la pagina. Se manca una persona in questa lista, sei pregato di non aggiungerla, ma accertati piuttosto che la sua voce biografica contenga il template Bio e che i dati anagrafici siano correttamente compilati. Se il template Bio manca, inseriscilo tu stesso o, in alternativa, metti l'avviso {{tmp\|Bio}} che ne segnala la mancanza. Se i dati riportati sono sbagliati, correggi direttamente la voce biografica; le modifiche saranno visibili in questa lista entro pochi giorni. Per chiarimenti vedi il progetto biografie. La lista contiene solo le 118 persone che sono citate nell'enciclopedia e per le quali è stato implementato correttamente il template Bio. Pagina aggiornata al 3 mar 2024. |

- 1º ottobre - Gul Mohammed,  indiano (n. 1957)
- 1º ottobre - Charlie Parsley, cestista e allenatore di pallacanestro statunitense (n. 1925)
- 1º ottobre - Vincenzo Maria Pellegrini, politico, scrittore e poeta maltese (n. 1911)
- 2 ottobre - Thales Pan Chacon, attore, danzatore e coreografo brasiliano (n. 1956)
- 2 ottobre - Esa Seeste, ginnasta finlandese (n. 1913)
- 3 ottobre - John Ashley, attore e produttore cinematografico statunitense (n. 1934)
- 3 ottobre - Pierre Guichet, missionario e vescovo cattolico francese (n. 1915)
- 3 ottobre - Verna Hillie, attrice statunitense (n. 1914)
- 3 ottobre - Jarl Kulle, attore svedese (n. 1927)
- 4 ottobre - Germano, calciatore brasiliano (n. 1942)
- 4 ottobre - Georgij Jumatov, attore sovietico (n. 1926)
- 4 ottobre - Otto Ernst Remer, generale e politico tedesco (n. 1912)
- 4 ottobre - Georg Renno, medico e militare tedesco (n. 1907)
- 4 ottobre - Gunpei Yokoi, autore di videogiochi e inventore giapponese (n. 1941)
- 5 ottobre - Andrew Keir, attore britannico (n. 1926)
- 5 ottobre - Brian Pillman, wrestler e giocatore di football americano statunitense (n. 1962)
- 5 ottobre - Bernard Yago, cardinale e arcivescovo cattolico ivoriano (n. 1916)
- 6 ottobre - Evgenij Chaldej, fotografo sovietico (n. 1917)
- 6 ottobre - Adrienne Hill, attrice britannica (n. 1937)
- 7 ottobre - Orlando Ramón Agosti, generale argentino (n. 1924)
- 7 ottobre - Piero Bigongiari, poeta, critico letterario e italianista italiano (n. 1914)
- 7 ottobre - Renato Degli Esposti, politico italiano (n. 1920)
- 7 ottobre - Ulla Lindstrom, modella, danzatrice e attrice tedesca (n. 1945)
- 8 ottobre - Mario Cervo, produttore discografico, conduttore radiofonico e dirigente sportivo italiano (n. 1929)
- 8 ottobre - Nininho, calciatore brasiliano (n. 1923)
- 8 ottobre - John Merricks, velista britannico (n. 1971)
- 8 ottobre - Mel Thurston, cestista statunitense (n. 1919)
- 9 ottobre - Məmməd Bağırov, militare, partigiano e guerrigliero azero (n. 1922)
- 9 ottobre - Arch Johnson, attore statunitense (n. 1922)
- 10 ottobre - Cesare Del Torto, calciatore italiano (n. 1911)
- 10 ottobre - Michael J. S. Dewar, chimico indiano (n. 1918)
- 10 ottobre - Frank Schaufuss, ballerino e direttore artistico danese (n. 1921)
- 10 ottobre - Walt Simon, cestista statunitense (n. 1939)
- 11 ottobre - Paul Doughty Bartlett, chimico statunitense (n. 1907)
- 11 ottobre - Marino Bon, calciatore italiano (n. 1910)
- 11 ottobre - Giacinto Bosco, politico italiano (n. 1905)
- 11 ottobre - Paolo Capovilla, pittore, regista e attore italiano (n. 1945)
- 11 ottobre - Julij Osipovič Chmel'nickij, regista cinematografico sovietico (n. 1904)
- 11 ottobre - Lina Gennari, cantante e attrice italiana (n. 1911)
- 11 ottobre - Käthe Gold, attrice austriaca (n. 1907)
- 11 ottobre - Ivan Jarygin, lottatore sovietico (n. 1948)
- 12 ottobre - Raúl Vasquez Arellano, calciatore messicano (n. 1935)
- 12 ottobre - Carlo Borsari, imprenditore italiano (n. 1913)
- 12 ottobre - John Denver, cantautore e musicista statunitense (n. 1943)
- 12 ottobre - Luigi Di Liegro, presbitero e attivista italiano (n. 1928)
- 12 ottobre - Jan Melka, calciatore cecoslovacco (n. 1914)
- 12 ottobre - Giuseppe Morabito, poeta italiano (n. 1900)
- 13 ottobre - Raf, fumettista spagnolo (n. 1928)
- 13 ottobre - Joyce Compton, attrice statunitense (n. 1907)
- 13 ottobre - Cosimo Cordì, mafioso italiano (n. 1951)
- 13 ottobre - Richard Mason, scrittore, produttore cinematografico e regista inglese (n. 1919)
- 14 ottobre - Hy Averback, regista e attore statunitense (n. 1920)
- 14 ottobre - Giacinto Genco, politico italiano (n. 1901)
- 14 ottobre - Franco Petermann, calciatore italiano (n. 1915)
- 14 ottobre - Harold Robbins, scrittore statunitense (n. 1916)
- 14 ottobre - Francis Ryan, calciatore statunitense (n. 1908)
- 15 ottobre - Folke Arström, designer svedese (n. 1907)
- 15 ottobre - Aurelio Bonori, fotografo italiano (n. 1908)
- 15 ottobre - Rafael Franco Reyes, calciatore e allenatore di calcio argentino (n. 1923)
- 15 ottobre - Walter Fritzsch, calciatore e allenatore di calcio tedesco orientale (n. 1920)
- 16 ottobre - Audra Lindley, attrice statunitense (n. 1918)
- 16 ottobre - James Albert Michener, scrittore statunitense (n. 1907)
- 16 ottobre - Olga di Grecia, principessa greca (n. 1903)
- 17 ottobre - Candelo Cabezas, percussionista colombiano (n. 1965)
- 17 ottobre - Samuele Donatoni, poliziotto italiano (n. 1965)
- 17 ottobre - Giorgio Pisanò, giornalista, saggista e politico italiano (n. 1924)
- 18 ottobre - Ramiro Castillo, calciatore boliviano (n. 1966)
- 18 ottobre - Gordon Clark, allenatore di calcio inglese (n. 1914)
- 18 ottobre - Walter William Curtis, vescovo cattolico statunitense (n. 1913)
- 18 ottobre - Vince Gironda, attore e culturista statunitense (n. 1917)
- 18 ottobre - Milt Neil, animatore, designer e fumettista statunitense (n. 1914)
- 18 ottobre - Milko Skofic, produttore cinematografico, attore e medico sloveno (n. 1919)
- 18 ottobre - Kōtoku Wamura, politico giapponese (n. 1909)
- 18 ottobre - Paul Edwin Zimmer, scrittore statunitense (n. 1943)
- 19 ottobre - Glen Buxton, chitarrista statunitense (n. 1947)
- 19 ottobre - Claudia Drake, attrice statunitense (n. 1918)
- 19 ottobre - Harold French, regista, sceneggiatore e attore inglese (n. 1897)
- 19 ottobre - Ragnar Larsen, calciatore norvegese (n. 1931)
- 19 ottobre - Pilar Miró, regista e sceneggiatrice spagnola (n. 1940)
- 20 ottobre - Manuel Rodríguez Barros, ciclista su strada spagnolo (n. 1926)
- 20 ottobre - Henry Vestine, chitarrista statunitense (n. 1944)
- 21 ottobre - Giovanni Elkan, politico italiano (n. 1910)
- 21 ottobre - Aale Tynni, poetessa e traduttrice finlandese (n. 1913)
- 21 ottobre - Iōannīs Zigdīs, politico greco (n. 1913)
- 22 ottobre - Edoardo Casciano, tiratore a volo italiano (n. 1936)
- 22 ottobre - Reinhard Lauck, calciatore tedesco (n. 1946)
- 22 ottobre - Charles McCallister, pallanuotista statunitense (n. 1903)
- 23 ottobre - Claire Falkenstein, artista statunitense (n. 1908)
- 23 ottobre - Bert Haanstra, regista, etologo e fotografo olandese (n. 1916)
- 23 ottobre - Pinchas Lapide, diplomatico, teologo e storico delle religioni austriaco (n. 1922)
- 23 ottobre - Alfredo Ramos dos Santos, calciatore brasiliano (n. 1920)
- 24 ottobre - Dino Bonsanti, allenatore di calcio e dirigente sportivo italiano (n. 1923)
- 24 ottobre - Don Messick, doppiatore statunitense (n. 1926)
- 24 ottobre - Berardo Taraschi, pilota automobilistico, pilota motociclistico e imprenditore italiano (n. 1915)
- 25 ottobre - Nazareno Fabbretti, giornalista e presbitero italiano (n. 1920)
- 25 ottobre - Tina Lattanzi, attrice e doppiatrice italiana (n. 1897)
- 25 ottobre - Lino Zanini, arcivescovo cattolico italiano (n. 1909)
- 26 ottobre - Walter Chielli, sindacalista e politico italiano (n. 1925)
- 26 ottobre - Orazio Gavioli, giornalista italiano (n. 1934)
- 26 ottobre - Antonio Pellicanò, politico italiano (n. 1912)
- 27 ottobre - Vladimir Sokoloff, pianista statunitense (n. 1913)
- 28 ottobre - Walter Capps, politico statunitense (n. 1934)
- 28 ottobre - Paul Jarrico, sceneggiatore statunitense (n. 1915)
- 28 ottobre - Bryan Lefley, allenatore di hockey su ghiaccio e hockeista su ghiaccio canadese (n. 1948)
- 28 ottobre - Klaus Wunderlich, organista e compositore tedesco (n. 1931)
- 29 ottobre - Anton LaVey, esoterista, musicista e scrittore statunitense (n. 1930)
- 30 ottobre - Samuel Fuller, regista, sceneggiatore e produttore cinematografico statunitense (n. 1912)
- 30 ottobre - Janez Jeglič, alpinista sloveno (n. 1961)
- 30 ottobre - Sydney Newman, produttore televisivo e produttore cinematografico canadese (n. 1917)
- 31 ottobre - Bram Appel, calciatore e allenatore di calcio olandese (n. 1921)
- 31 ottobre - Hans Bauer, calciatore tedesco (n. 1927)
- 31 ottobre - Sidney Darlington, ingegnere statunitense (n. 1906)
- 31 ottobre - Vito Ferrara, politico italiano (n. 1933)
- 31 ottobre - Pier Augusto Gemignani, medico italiano (n. 1930)
- 31 ottobre - Margherita Guzzinati, attrice italiana (n. 1940)
- 31 ottobre - Tadeusz Janczar, attore polacco (n. 1926)
- 31 ottobre - Taisto Kangasniemi, lottatore finlandese (n. 1924)
- 31 ottobre - George Roth, ginnasta statunitense (n. 1911)